# Golden State Foods
Golden State Foods, GSF, är ett amerikanskt globalt livsmedelsföretag som är både livsmedelsproducent och leverantör av livsmedel och drycker till restauranger, snabbmatkedjor och detaljhandeln. De levererar till fler än 125 000 försäljningsställen i 45 länder på fem kontinenter. Deras största kund är McDonald's Corporation, som de har haft nära samarbete med under större delen av GSF:s existens.
Den amerikanska ekonomitidskriften Forbes rankade GSF till USA:s 56:e största privata företag.
För 2015 hade de en omsättning på omkring $7 miljarder och en personalstyrka på drygt 6 000. Deras huvudkontor ligger i Irvine, Kalifornien.